# Pedro Bartolomé

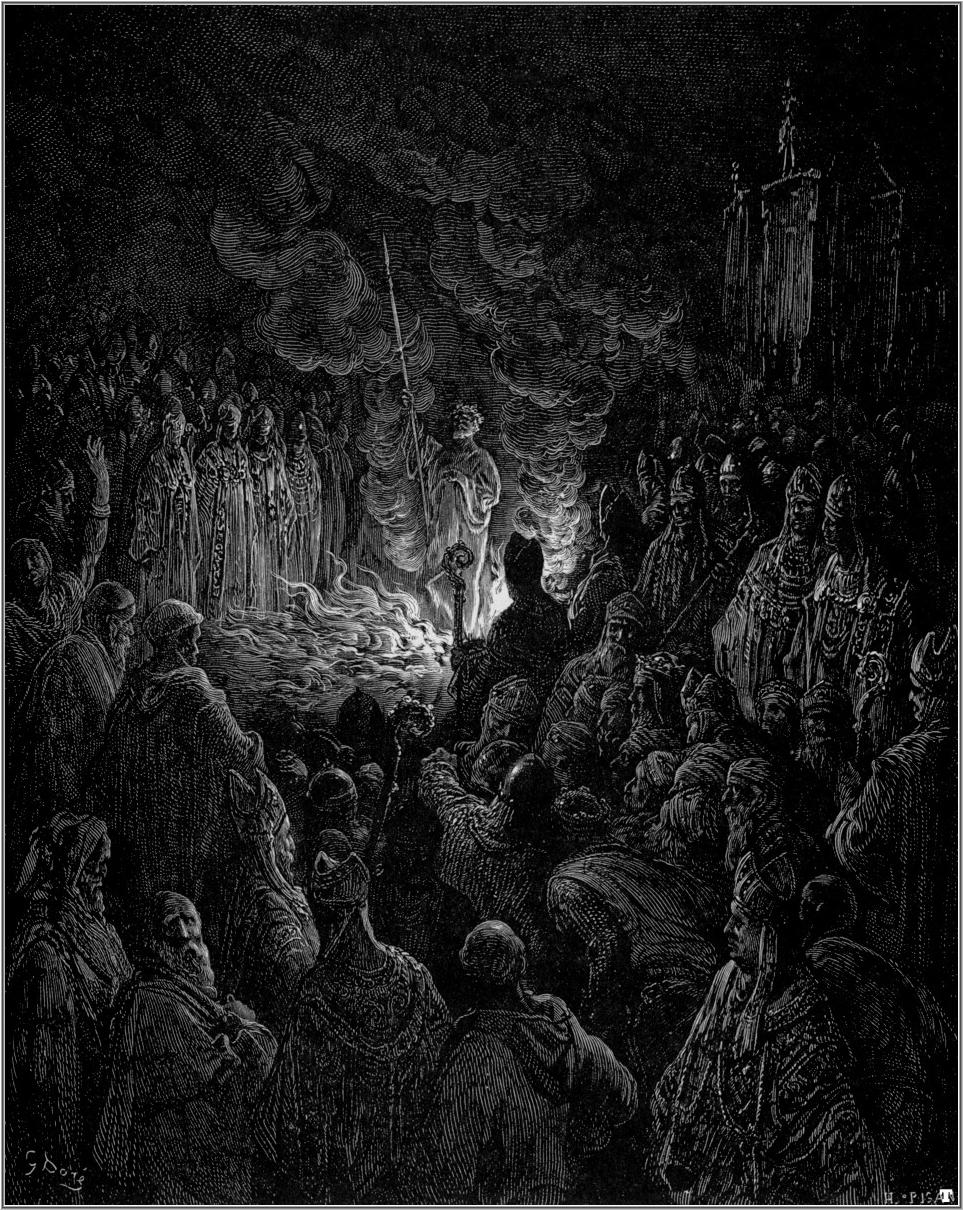
Pedro Bartolomé durante la ordalía a que fue sometido, por Gustave Doré.

Pedro Bartolomé (Antioquía, 20 de abril de 1099) fue un monje místico de Francia que acompañó a los caballeros de la Primera Cruzada.
En diciembre de 1097, durante el sitio de Antioquía, Pedro comenzó a tener visiones, principalmente de San Andrés. Afirmó que este le había llevado a la iglesia de San Pedro de Antioquía y allí le había mostrado la reliquia de la Lanza Sagrada que atravesó el costado de Cristo en la cruz. El santo había instruido al monje para que hablara de esto a los jefes cruzados y ofrecer la lanza a Raimundo IV de Tolosa cuando la encontrasen.
Pedro no informó inmediatamente a Raimundo ni a los otros líderes y fue visitado cuatro veces más antes de junio de 1098. Comenzó a perder el sentido de la visión en febrero de 1098, probablemente debido al hambre que afligía a los cruzados, aunque él creía que se trataba de un castigo de San Andrés.

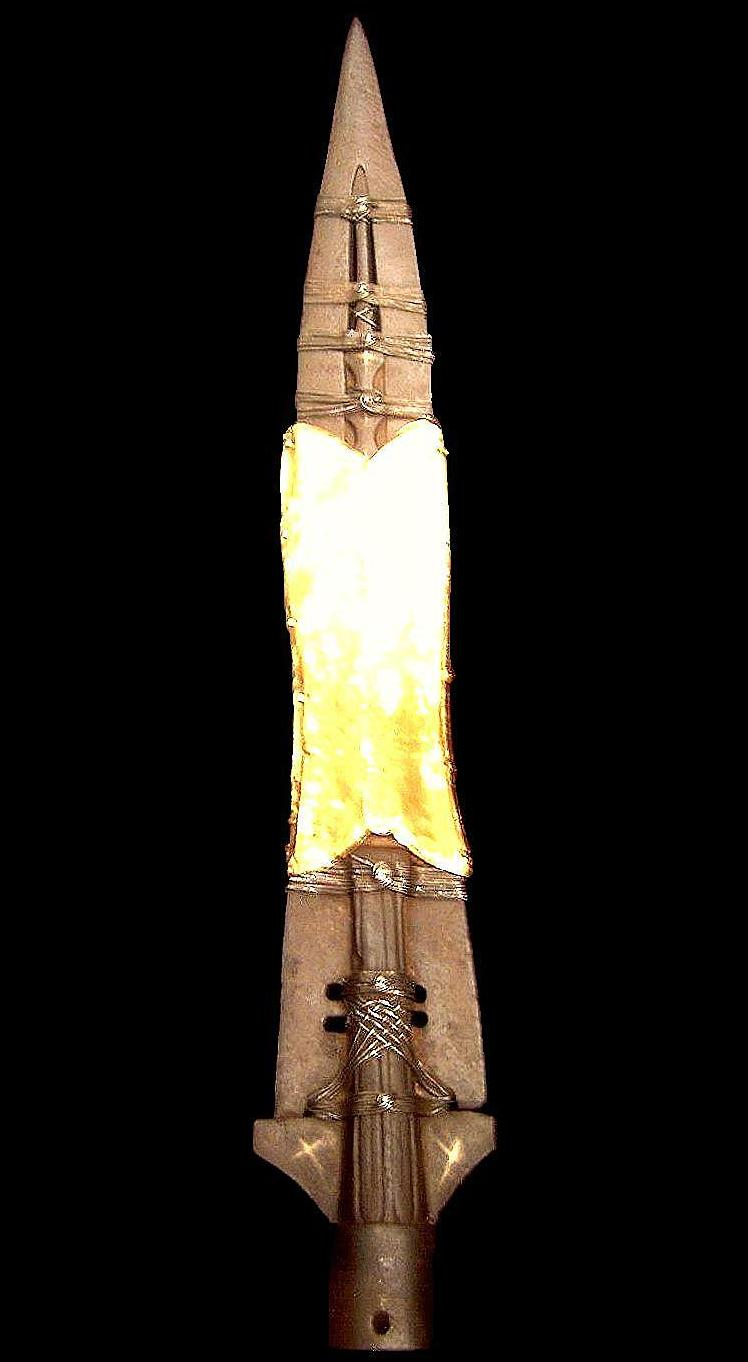
La Lanza Sagrada.

Después de que los cruzados tomaran Antioquía, Pedro y Raimundo comenzaron la excavación del sótano de la iglesia. El 14 de junio de 1098, el propio Pedro descubrió la lanza y afirmó haber sido visitado más de una vez por San Andrés esa noche, habiéndole dicho que estableciera un día santo en honra del descubrimiento.
Muchos, incluido el legado papal Ademar de Monteil, obispo de Le Puy, creían que Pedro era un charlatán y que había traído un pedazo de hierro fingiendo haberlo encontrado en la iglesia. Después de la muerte de Ademar ese mismo año, Pedro afirmó que el legado lo había visitado para confirmar la autenticidad de la lanza.
El descubrimiento de la Santa Lanza fue considerado inicialmente como un buen presagio y aumentó la moral de los cruzados cuando fueron cercados por un ejército musulmán. Se creyó que la lanza garantizó la victoria de los cruzados cuando estos salieron de la ciudad para enfrentarse al general Kerbogha de Mosul, tal como San Andrés había prometido. No obstante, Pedro fue desacreditado por muchos nobles.
Más tarde afirmó que Jesucristo le había visitado e indicó a los cruzados que debían marchar descalzos a Jerusalén, siendo ignorado por la mayoría. Otras visiones de Cristo, San Andrés, Ademar y otros le revelaron la ira divina por los pecados y vicios de los cruzados.
El 8 de abril de 1099, Pedro fue sometido a un juicio de Dios para demostrar la veracidad de sus visiones. Es muy probable que sufriera graves quemaduras durante la prueba, aunque él dijo que salió ileso porque Cristo se le apareció en el fuego y que, en realidad, sus heridas se debían a la multitud que se le abalanzó después. En todo caso, murió doce días después, el 20 de abril.